# Mark Vos (politicus)
Mark Vos (25 april 1969) is een CD&V-politicus, sinds 2007 is hij burgemeester van Riemst.
Vos behaalde in 1990 een bachelor accountancy aan de Provinciale Hogeschool Limburg. Hij werkte bij Ford Genk totdat het bedrijf eind 2014 de deuren sloot. Begin 2015 ging hij aan de slag als adviseur op het kabinet van Vlaams minister Jo Vandeurzen (CD&V). In 1994 werd hij een eerste maal verkozen in de gemeenteraad waar hij van 1995 tot 2000 zetelde als gemeenteraadslid. Bij de volgende verkiezingen werd hij  herkozen en werd hij lid van het college van burgemeester en schepenen als schepen met onder meer de bevoegdheden onderwijs, jeugd, ICT, feestelijkheden en mobiliteit. 
Als burgemeester had hij van 2007 tot 2018 onder meer de bevoegdheden van Bestuur, Beleid en Planning, Personeel, ICT, Politie, Burgerzaken, Ruimtelijke Ordening, Openbare Werken, Huisvesting, Woonbeleid en Groeven. 
Bij de gemeenteraadsverkiezingen in 2018 werd Vos opnieuw verkozen als burgemeester met 3.624 voorkeursstemmen. Zijn partij haalde de voor de tweede maal de absolute meerderheid. Zijn bevoegdheden zijn Beleid, Bestuur, Planning en Innovatie, Communicatie, Personeel, Politie, Brandweer, Financiën, Patrimonium, Ruimtelijke Ordening, Woonbeleid, Groeven en Nutsvoorzieningen.
Sinds maart 2017 is Vos tewerkgesteld bij de Nederlandse provincie Limburg als coördinator voor het programma Interreg VA- Euregio Maas-Rijn. 

Mark Vos woont in Zichen-Zussen-Bolder.